# 黄冕镇
黄冕乡，是中华人民共和国广西壮族自治区柳州市鹿寨县下辖的一个乡镇级行政单位。

## 行政区划
黄冕乡下辖以下地区：
黄冕村、改江村、大端村、山脚村、爱国村、幽兰村、六脉村、旧街村、古尝村、盘龙村和石门村。